# Adrien Canelle
Adrien Canelle, né à Marbais, le 29 mai 1819 et mort à Amsterdam, le 5 novembre 1874, est un graveur et un lithographe belge du XIXe siècle qui a été particulièrement actif durant les années 1850-1860. Il est particulièrement connu pour ses illustrations topographiques et ses portraits.

## Biographie
On sait très peu de choses sur la vie d'Adrien Joseph Canelle. Il est né à Marbais, le 29 mai 1819. On sait que Canelle a travaillé un temps à Bruxelles puis à La Haye. Adrien Canelle meurt à Amsterdam, le 5 novembre 1874.

## Œuvre
La majeure partie de son œuvre est constituée de lithographies topographiques et de portraits. Il a ainsi réalisé différentes planches pour la Belgique industrielle en 1852. Ce livre prestigieux s'était fixé pour objectif d'illustrer les industries modernes de Belgique. Il a ainsi notamment réalisé des lithographies de la manufacture du Val-Saint-Lambert à Seraing, de la faïencerie Boch à Tournai, de la Grande carrière Wincqz à Soignies, ainsi que des villes côtières comme Blankenberge ou Ostende, ou encore :
- Le zoo de Bruxelles
- L'Église Saint-Joseph à Bruxelles
- Zoo d'Anvers (Imprimé par Simonau & Toovey)
- La galerie Saint-Hubert à Bruxelles
- Le Tir national à Bruxelles
- Le défilé de la Garde civile le 9 avril 1848
- Intérieur de l'église de Waterloo
- Le moulin à eau sur la chaussée Ten Noode à Etterbeek
- Hoogovens à Liège (Sclessin)
- Les cérémonies qui eurent lieu à Bruxelles du 21 au 23 juillet 1856, à l'occasion du 25e anniversaire de l'intronisation de SM le Roi Léopold Ier
- Le Musée des Rieurs (album de gravures satiriques)
- Reproduction de peintures: Tintoret et sa fille morte (de Léon Cogniet )

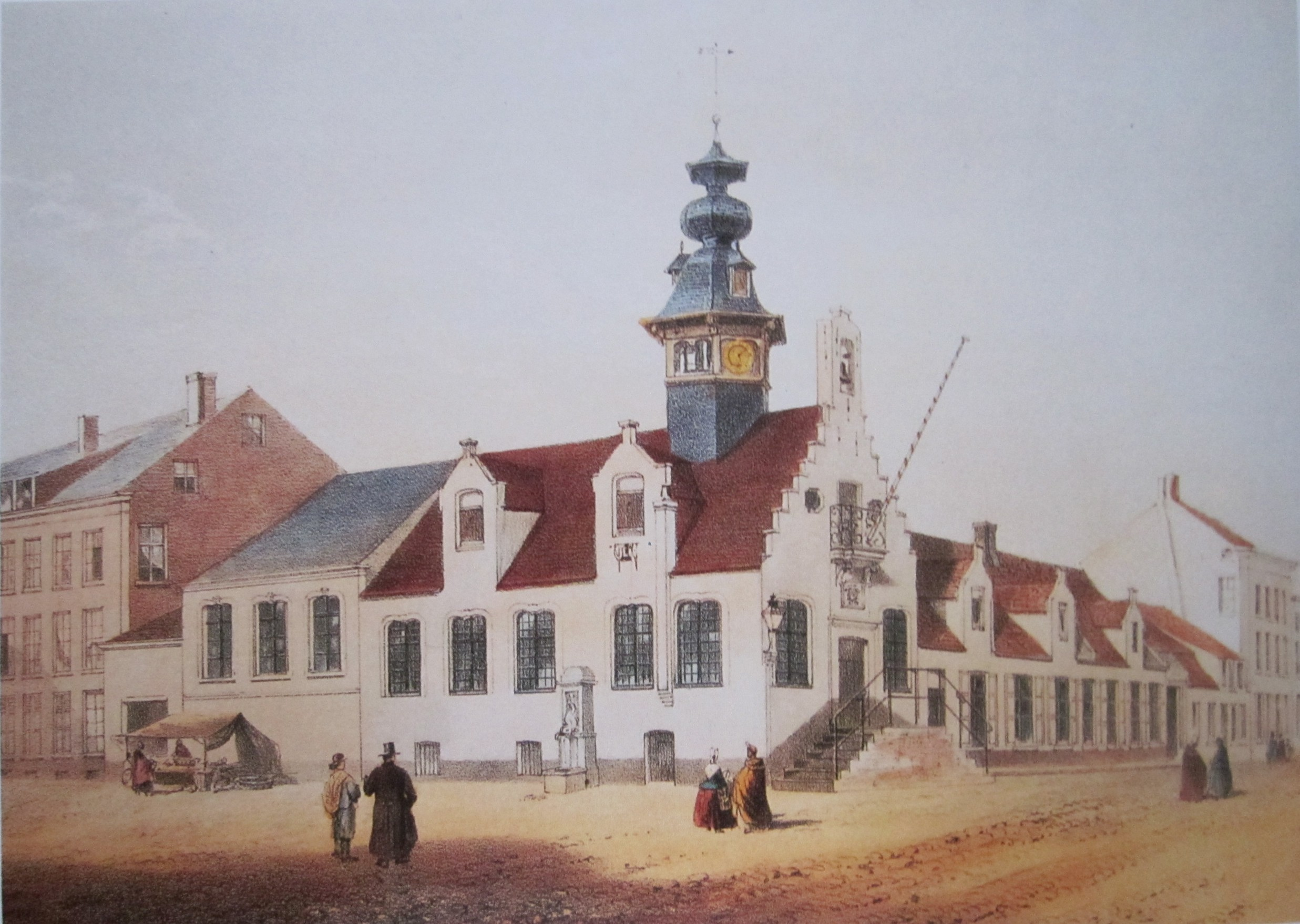
Ancien hôtel de ville de Blankenberg (1860).
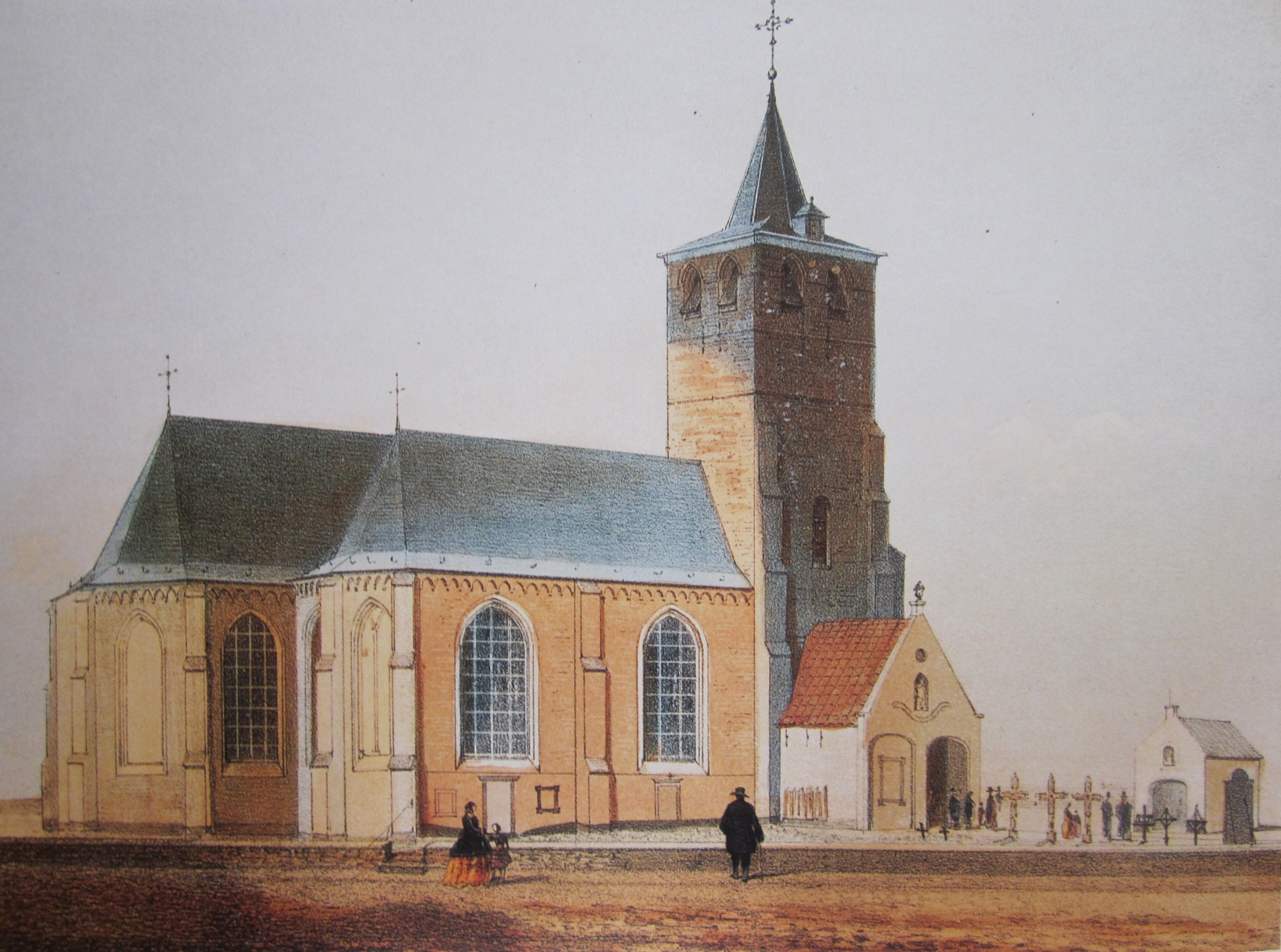
Eglise Saint Antoine, Blankenberg (1860).
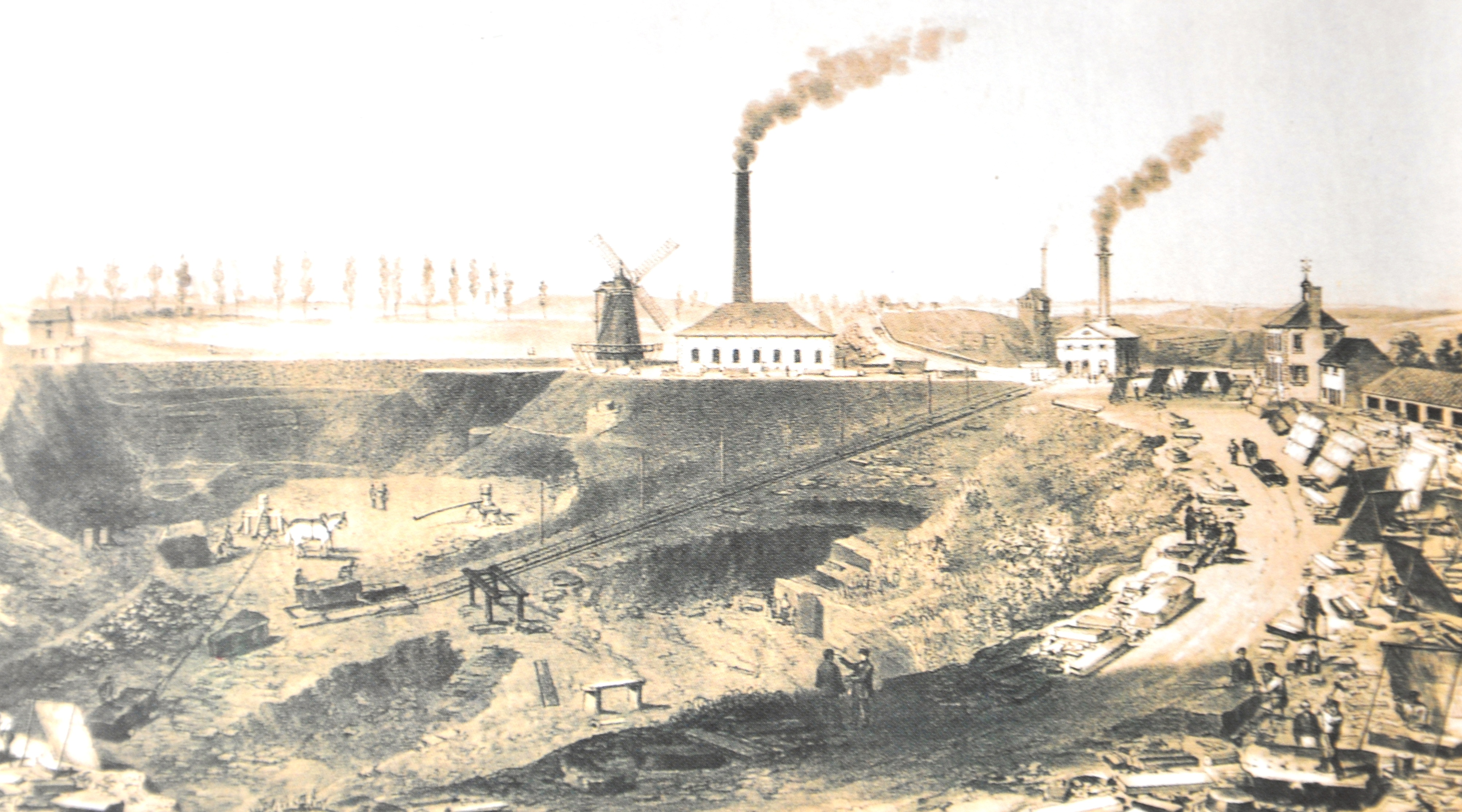
La Grande carrière Wincqz (1854) in la Belgique industrielle.
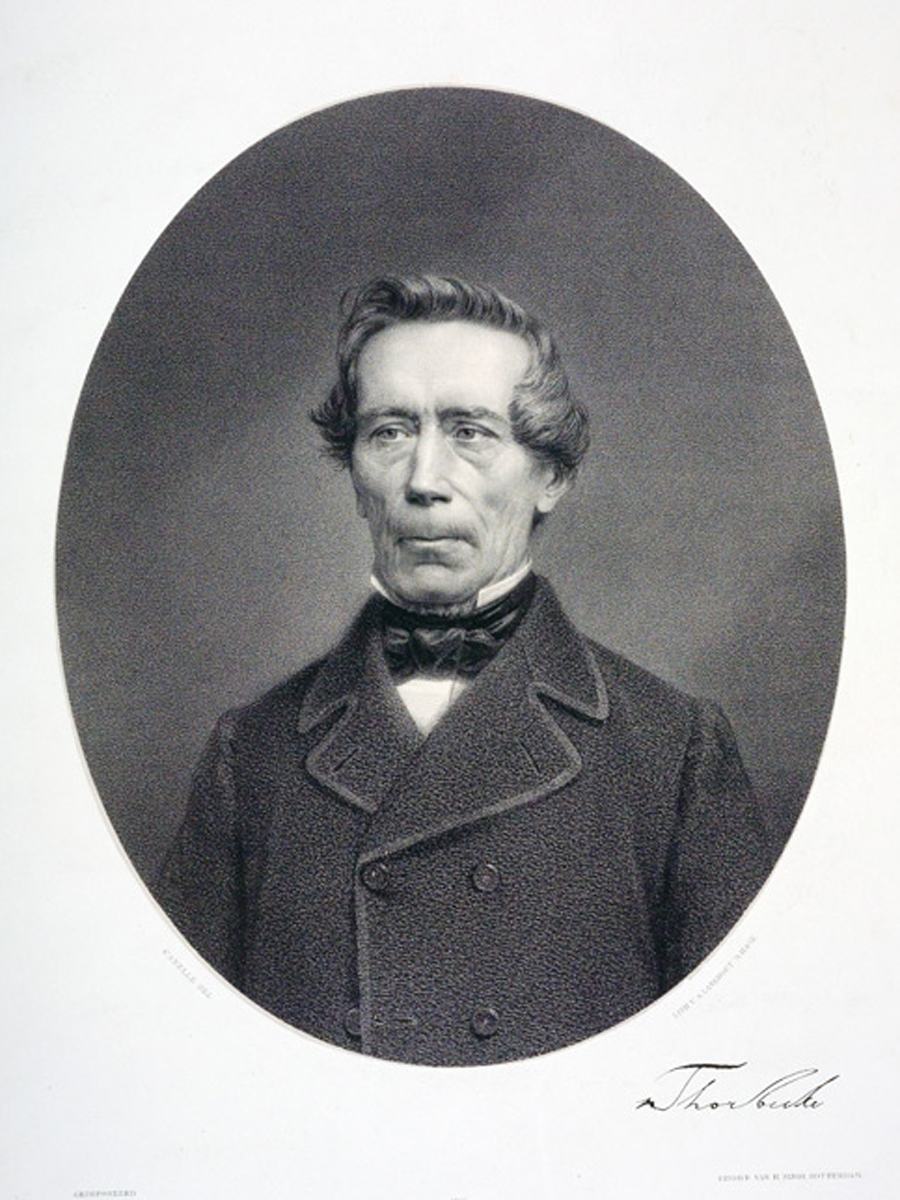
Johan Rudolf Thorbecke.

## Archives

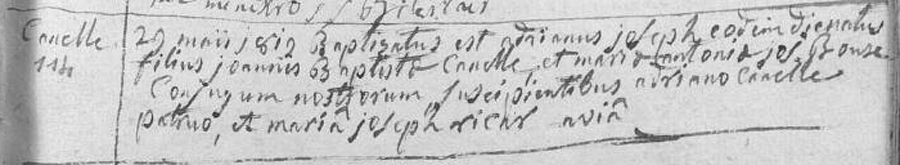
Acte de baptême d'Adrien Canelle, in registres paroissiaux, Marbais, mai 1819.
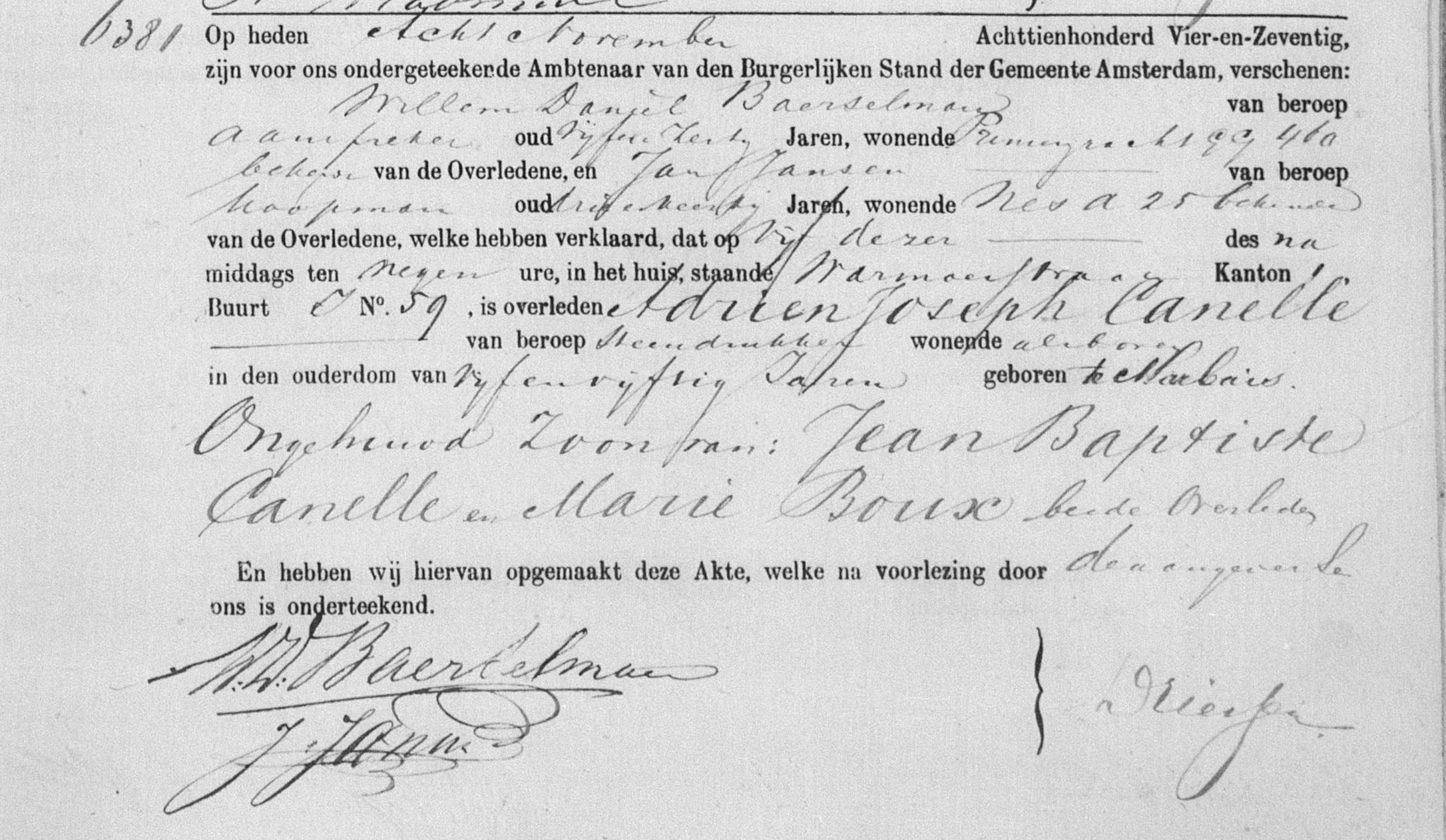
Acte de décès d'Adrien Canelle in registre d'état-civil, Amsterdam, 1874.